# Galtabäck
Galtabäck is een plaats in de gemeente Varberg in het landschap Halland en de provincie Hallands län. De plaats heeft 96 inwoners (2005) en een oppervlakte van 16 hectare. Galtabäck wordt omringd door landbouwgrond en ligt vlak bij zee. De stad Varberg ligt zo'n tien kilometer ten noorden van het dorp.
In 1928 werden de resten van een Vikingschip bij Gältebäck gevonden, in de haven van de plaats is een museum over boten te vinden.